# فولفغانغ مومسن
فولفغانغ مومسن Wolfgang Justin Mommsen (5 نوفمبر 1930 - 11 أغسطس 2004) مؤرخ ألماني. وهو الشقيق التوأم للمؤرخ هانس مومسن.

## حياته
وُلد فولفغانغ مومسن في ماربورغ، وهو ابن المؤرخ فيلهلم مومسن وحفيد المؤرخ ثيودور مومسن.
تلقى تعليمه في جامعة ماربورغ وكولونيا وجامعة ليدز بين عامي 1951 و 1959. عمل أستاذًا مساعدًا في جامعة كولونيا (1959-1967) وأستاذًا جامعيًا بجامعة دوسلدورف (1967-1996)؛ ومديرا للمعهد التاريخي الألماني في لندن بين 1978 و 1985.
كتب فولفغانغ مومسن سيرة ذاتية لعالم الاجتماع الشهير لماكس فيبر في عام 1958. وأثار كتابه حول ماكس فيبر والسياسة الألمانية، المنشور باللغة الإنجليزية في عام 1984، ثورة في "فهم عالم الاجتماع الأكثر نفوذاً في القرن العشرين من خلال وضعه بحزم في سياق عصره، وإظهاره على أنه قومي ليبرالي وإمبريالي، إلى حد أثار رعب الكثير من معجبيه. ومضى ليبرهن على أن المعرفة بفكر فيبر السياسي هو شيء ضروري جدا إذا أردنا أن نفهم بدقة نظريته في السلطة.
قام مومسن أيضا بتحرير طبعة جديدة وشاملة من أعمال ماكس فيبر 
ويعتبر خبيرا في التاريخ البريطاني والألماني في القرنين التاسع عشر والعشرين. وكانت اهتماماته واسعة النطاق وكتب عن التاريخ الدبلوماسي والاجتماعي والفكري والاقتصادي. ودافع عن تفسير زوندرفيج ("المسار الخاص") للتاريخ الألماني. وجادل بأن ألمانيا في القرن التاسع عشر تم تحديثها جزئيًا فقط، حيث لم يكن التحديث الاقتصادي مصحوبًا بالتحديث السياسي.
كان مومسن عاشقًا للإنجليزية، وقد استمتع كثيرًا بالتدريس والعيش في المملكة المتحدة.
ورأى مومسن أن السياسة الخارجية التي انتهجتها الإمبراطورية الألمانية قامت على مخاوف داخلية من مطالبة الشعب بالديمقراطية، وسعت النخبة السياسية الألمانية إلى التوسع الخارجي لتأجيل تلك المطالب.
ويرى أيضا أن المسؤولية الرئيسية عن اندلاع الحرب العالمية الأولى تقع على عاتق ألمانيا. علاوة على ذلك، فإن ثورة نوفمبر عام 1918 لم تذهب بعيدًا بما يكفي وسمحت للنخبة ما قبل عام 1918 بالاستمرار في السيطرة على الحياة الألمانية، مما أدى حتما إلى قيام نظام ألمانيا النازية.
كما كتب مومسن أيضا كتبا تدين ما يعرف بمنهج التسوية السياسة.
في الجدل المعروف باسم Historikerstreit ("نزاع المؤرخين")، اتخذ مومسن الموقف القائل بأن الهولوكوست كان حدثًا شريرًا بشكل فريد ولا ينبغي مقارنته بالإرهاب الستاليني أو ما يعرف بالتطهير الكبير الذي ارتكبته الأجهزة الأمنية السوفيتية في الاتحاد السوفيتي. 

## كتبه وأعماله
- ماكس فيبر والسياسة الألمانية ١٨٩٠-١٩٢٠، ١٩٥٩.
- "النقاش حول أهداف الحرب الألمانية" الصفحات 47-74 من مجلة التاريخ المعاصر، المجلد الأول، 1966.
- عصر البيروقراطية: وجهات نظر حول علم الاجتماع السياسي لماكس فيبر، 1974.
- "المجتمع والحرب: تحليلان جديدان للحرب العالمية الأولى،" مجلة التاريخ الحديث المجلد. 47، العدد 3، سبتمبر 1975،
- الإمبريالية، 1977.
- "الإمبريالية الأوروبية" - مقالات ومحاضرات - 1979
- ظهور دولة الرفاهية في بريطانيا وألمانيا، 1850-1950، بالاشتراك مع ولفغانغ موك، 1981.
- التحدي الفاشي وسياسة الاسترضاء، تم تحريره بالاشتراك مع لوثار كيتناكر، 1983.
- تطور النقابات العمالية في بريطانيا العظمى وألمانيا، 1880-1914، بالاشتراك مع هانز جيرهارد هوسونج، 1985.
- الإمبريالية وما بعدها: الاستمرارية والانقطاع في تحريره بالاشتراك مع يورغن أوسترهاميل، 1986.
- بسمارك وأوروبا وأفريقيا: مؤتمر برلين أفريقيا، 1884-1885، وبداية التقسيم، شارك في تحريره مع ستيج فورستر ورونالد روبنسون، 1988.
- النظرية السياسية والاجتماعية لماكس فيبر: مقالات مجمعة، 1989.
- "النخبة المثقفة في الإمبراطورية الألمانية" - 1993
- "ماكس فيبر وتجديد روسيا،" مجلة التاريخ الحديث المجلد. 69، العدد 1، مارس 1997.